# بولهاری (ناحیه برتسلاف)
بولهاری (به چکی: Bulhary) یک منطقهٔ مسکونی در جمهوری چک است که در ناحیه برتسلاو واقع شده‌است. بولهاری ۸۰۴ نفر جمعیت دارد.